# Bieberstein (Wiehl)

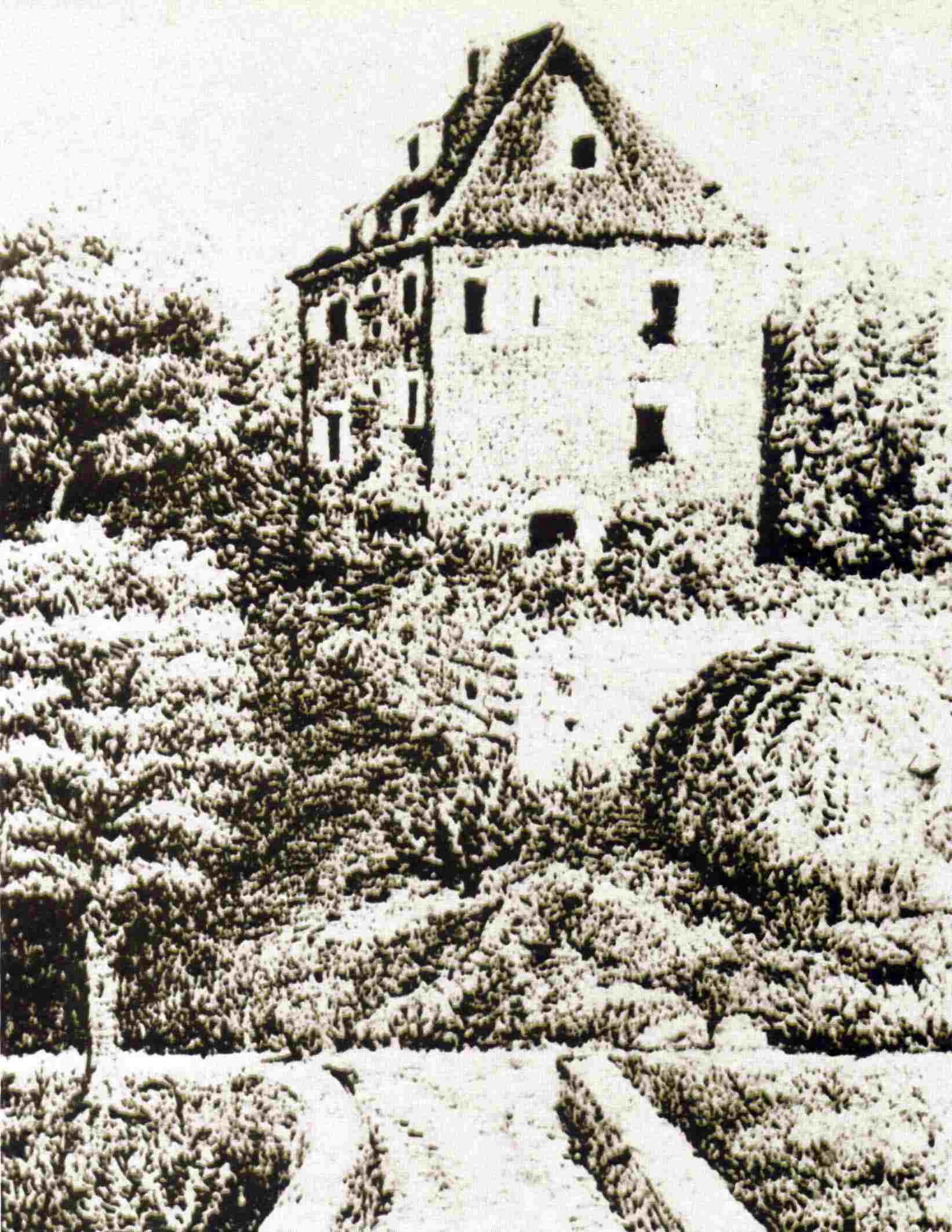
Burg Bieberstein im Jahr 1865, im Vordergrund Brücke über die Wiehl nach Remperg

Bieberstein im Oberbergischen Kreis ist eine von 51 Ortschaften der Stadt Wiehl im Regierungsbezirk Köln in Nordrhein-Westfalen (Deutschland).

## Lage
Der Ort liegt zwischen den Orten Oberwiehl im Westen und Brüchermühle im Osten an der Landesstraße L 336 und ist in Luftlinie rund 3 km südöstlich vom Stadtzentrum von Wiehl entfernt. Bieberstein liegt südlich der Bundesautobahn 4.

## Geschichte
- 1342 wurde der Ort erstmals urkundlich erwähnt, und zwar im „Ehevertrag des Lodevige von Bevirstein, Olfiz Sohn von Sottinberch, mit Agnes, Tochter des Heinrich, Herrn zu Lewenberg“. Burg und Hof sind ihm durch Gotthart von Sayn, dem Herrn zu Homburg, zum Lehen gegeben. Die Schreibweise der Erstnennung war Bevirstein, später Biberstein.[2]
- Ab 1490 waren die Ritter von Karthausen Lehnsträger, Gerlach von Karthausen fungierte als wittgensteinischer Amtmann. Einem Schwiegersohn dieser Sippe, Jost Lixfeld, erteilte 1576 der Herzog von Berg die Erlaubnis, das „bergische“ Wasser der Wiehl für die Mühle Biberstein zu nutzen.
- 1743 kam Graf Ludwig Ferdinand zu Berleburg, der neue Herr über Homburg, auf seiner Antritts- und Besichtigungsreise auch nach Biberstein und ließ sich den herrschaftlichen Hof mit Öl- und Mehlmühle zeigen. Zeremoniell wurde das Pachtverhältnis mit seinem Untertanen Peter Jung bestätigt.

Burg Bieberstein wurde im 14. Jahrhundert erbaut (erwähnt 1342). Das Burghaus war bis Mitte des 19. Jahrhunderts bewohnt. Einige Mauerreste sind bis heute erhalten geblieben.

## Vereine und Einrichtungen
- Stausee Bieberstein
- Sportangelverein Bieberstein